# Irvingie gabunská

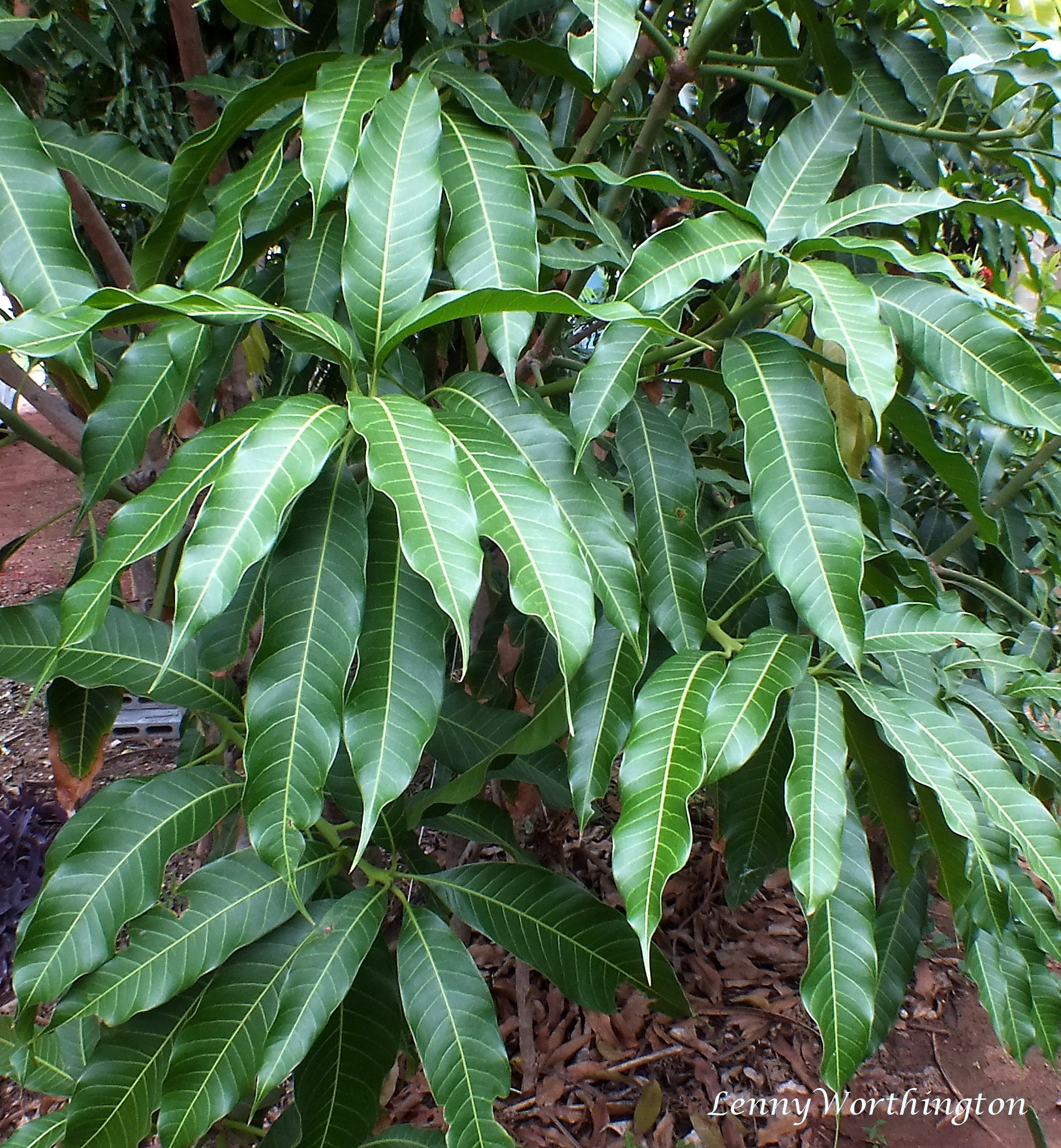
Listy s žilnatinou

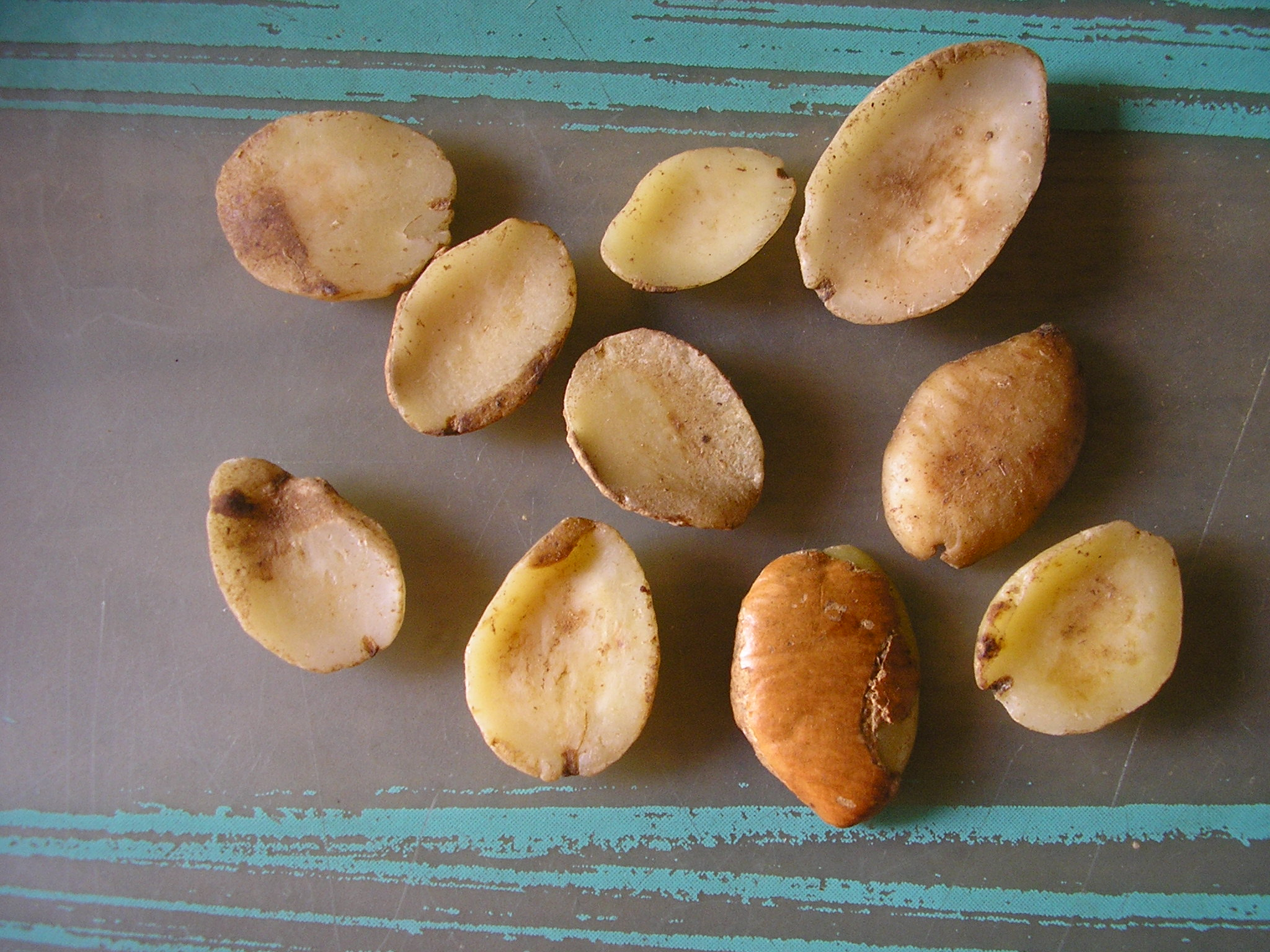
Vyluštěná semena

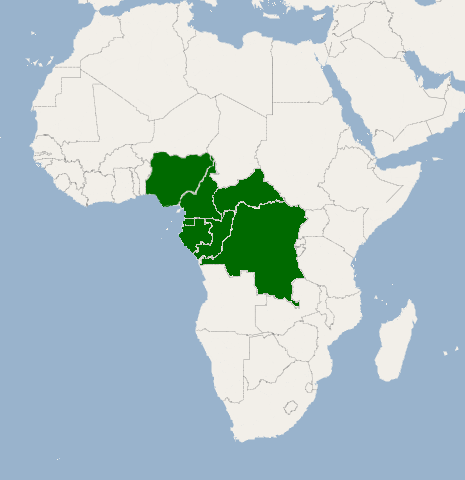
Rozšíření irvingie gabunské

Irvingie gabunská (Irvingia gabonensis) je stálezelený strom z tropických oblastí na západě Afriky, který vyrůstá do výšky až 40 m. Mimo dřeva a stínu se hlavně využívají jeho podlouhlé plody velké okolo 6 cm, jež mají ve sladké dužině tvrdou pecku a v té olejnaté semeno chutnajících po mandlích.

## Rozšíření
Dřevina pochází z vlhké lesní zóny okolo Guinejského zálivu, od jihozápadní Nigérie směrem na východ po Středoafrickou republiku, na jih po Cabindu a nejzápadnější oblasti Konžské demokratické republiky. Pěstuje se také v jižním Kamerunu, v Pobřeží slonoviny, Ghaně, Togu a Beninu. Vyskytuje se i Svatém Tomáši a Princově ostrově. Rodové jméno Irvingia bylo uděleno na počest skotského chirurga a botanika Edwarda George Irvinga žijícího v počátku 19. století.

## Ekologie
Preferovaná stanoviště pro irvingii gabunskou jsou nížinné galeriové tropické deštné lesy rozkládající se od 500 po 1000 m nadmořské výšky s průměrnými ročními srážkami mezi 1500 až 3000 mm a teplotou 25 až 32 °C. Ke zdárnému růstu by minimální množství deště nemělo klesnou pod 1200 mm a teplota vzduchu dlouhodoběji pod 16 °C. Pro vývoj kořenového systému potřebuje dostatečně hlubokou půdu, za nevyhovující jsou pokládané mělké či kamenité, ideální jsou středně úrodné s dobrou drenáží a s pH od 4,5 do 7,5.
Kvete obvykle v pozdním období sucha nebo na začátku období dešťů, plody dozrávají o čtyři měsíce později. Většinou se vyskytuje v přírodních lesních porostech, řidčeji je vysazována jako stínicí strom na plantážích kávovníku, kakaovníku nebo v domácích zahradách. Má počet chromozomů 2n = 28.

## Popis
Stálezelený listnatý strom vysoký 15 až 40 m, s rovným kmenem tlustým až 1 m, nesoucím hustou a rozložitou korunu. Kmen má v mládí kůru hladkou, později mírně šupinatou, šedou až žlutošedou, někdy u jeho paty vystupují z půdy až 3 m vysoké kořenové náběhy a část mohutného kořenového systému roste nad terénem.
Listy s krátkým řapíkem vyrůstají střídavě, jsou jednoduché, celokrajné, kožovité, mírně zvlněné a jeden okraj bývá o něco kulatější než druhý. Eliptická listová čepel je dlouhá 4 až 15 cm a široká 2 až 6 cm, u báze je špičatá až klínovitá a na vrcholu ostrá až nevýrazně zahrocená, po obou stranách tmavě zelená a na horní ploše lesklá. Čepel má zpeřenou žilnatinu tvořenou 10 až 20 páry žilek. Listy mají objímavé, okolo 4 cm dlouhé, listový pupen chránící palisty, které brzy opadávají a zanechávají prstencovou jizvu.
Květy jsou oboupohlavné, pravidelné, pětičetné, nažloutlé a poměrně drobné, vyrůstají na 5 mm stopkách ve svazečcích a společně vytvářejí úžlabní latu dlouhou až 9 cm, jejich listeny jsou malé a záhy opadají. Kališní lístky jsou volné a pouze 1,5 mm dlouhé, kdežto brzy opadávající volné korunní lístky jsou velké 4 mm a mají barvu žlutavě bílou. Květ dále obsahuje deset volných tyčinek se štíhlými nitkami 5 mm dlouhými, jež vyrůstající z jasně žlutého polštářkovitého terče, na němž spočívá svrchní, synkarpní, dvoupouzdrý semeník nesoucí jednu 2 mm čnělku. Pro nektar v květech přilétají různí opylovači z řádů doukřídlých, blanokřídlých, brouků i motýlů.
Plod je eliptická až válcovitá, jednosemenná peckovice, někdy téměř kulovitá, mírně bočně stlačená, dlouhá 4 až 7 cm a široká od 3 po 6 cm. Na povrchu je hladká, ve zralosti zelená až nažloutlá, vzhledem a konzistencí je podobná mangu. Její jasně oranžová dužina, mezokarp, je po uzrání měkká, šťavnatá, sladká až mírně nahořklá a uvnitř má dřevitou jednosemennou pecku. Uvnitř tvrdé pecky je semeno dlouhé 2,5 až 4 cm a široké 1,5 či 2,5 cm, jenž obsahuje průměrně 60 % tuku a chutná jako sladká mandle.

## Rozmnožování
Druh se rozmnožuje hlavně semeny, která je nutno vyluštit z plodů a nejméně dva dny sušit na slunci. Tak se dosáhne klíčivosti až 80 %, klíčení je epigeické. Semenáče rostou zpočátku velmi pomalu, později středně rychle. Na místech s ročními srážkámi okolo 1200 mm dosahují ve věku 12 let výšky 8 m a průměru kmene 12 cm, při srážkách 2400 mm bývají vysoké 12 m a kmen mívá průměr 17 cm. Stromy rostoucí ve volné přírodě začínají plodit ve věku 10 až 15 let, jedinci předpěstování ze semene doma nebo ve školce začínají plodit ve věku pěti let.

## Význam
Zralé plody jsou pro svou sladkou dužinu obvyklou pochoutkou lidí i zvířat. Sklízejí se sbíráním opadaných okolo stromů nebo šplháním do korun. Dužina se jí čerstvá nebo se z ní připravují osvěžující nápoje, džemy, želé či víno, mívá asi 75 % šťávy, u přezrálých plodů spadlých na zem však brzy zahnívá. Je sladká a poživatelná pouze u irvingie gabunské, u ostatních druhů irvingií je dužina hořká. Ve vlhkých oblastech přinášejí dvanáctileté stromy až 180 kg plodů, v suchých je to mnohem méně,  průměrný výnos je 100 kg na strom.
Děti i dospělí běžně roztloukají tvrdé pecky, aby si mohli pochutnat na olejnatých semenech, která jedí syrová jako mandle. Vyloupaná jádra plodů, obsahující tuk a vlákninu, tamní obyvatele zpracovávají mletím a následným drcením. Drť se nechá ztuhnout a po dobrém vysušení se může skladovat až rok, používá se při vaření k zahušťování polévek, dušených pokrmů i jako přísada do pečiva. Sušená semena se častěji lisují a následně filtrují, tím se získává jedlý, při pokojové teplotě tuhý olej, tzv. dikové máslo. Má dlouhou trvanlivost, používá se při vaření, pečení, sloužívá také jako náhrada kakaového másla při výrobě čokolády nižší jakosti, vyrábějí se z něj rozličné kosmetické přípravky nebo i svíčky. Pokrutiny po lisování se používají k zahušťování pokrmů a jsou hodnotným krmivem pro dobytek.
Dřevo stromu je těžké, jeho hustota se pohybuje okolo přes 700 kg/m³, jádro má světle hnědé nebo žluté až šedohnědé, bělové dřevo bývá většinou světlejší, ovšem někdy není jasně odlišené. Dřevo je těžké a pevné, jen obtížně je možno ho řezat, hoblovat či přibíjet, lze však dobře opracovat do hladka a lepit. Je odolné vůči termitů, ale bývá napadáno dřevokaznými brouky. Používá se na železniční pražce, trámy domů, prkna, paluby lodí i dlažební kostky. Suché větve jsou vhodným palivem v domácnostech. Počet vzrostlých stromů se snížil v důsledku těžby dřeva, rozšiřování lidských sídel a špatné přirozené regenerace.